# Nomada fulvicornis
Nomada fulvicornis ist eine Biene aus der Familie der Apidae.

## Merkmale
Die Bienen haben eine Körperlänge von 10 bis 13 Millimetern (Weibchen) bzw. 9 bis 12 Millimetern (Männchen). Der Kopf der Weibchen ist schwarz und hat eine rote und gelbe Zeichnung. Die Fühler sind rot. Der Thorax ist schwarz und gelb gezeichnet. Die Tergite sind basal und am Hinterrand schwarz, auf der Scheibe haben sie ein gelbes Band. Dieses ist am ersten Tergit und häufig auch auf dem zweiten und dritten in der Mitte unterbrochen. Die gelben Flecken am ersten Tergit sind häufig rot gerandet, nur selten sind die Flecken komplett rot. Das Labrum ist rot oder gelb und trägt auf der vorderen Hälfte ein Zähnchen. Das dritte Fühlerglied ist kürzer als das vierte. Das Schildchen (Scutellum) hat zwei gelben Flecken. Die Schienen (Tibien) der Hinterbeine sind am Ende stumpf und haben mehrere lange, schwarze kleine Dornen. Bei den Männchen ist der Kopf und Thorax schwarz und hat eine gelbe Zeichnung. Die Tergite sind schwarz und tragen gelbe Binden. Auf den ersten Tergiten sind diese Binden häufig mittig schmal unterbrochen. Das Labrum ist gelb und trägt vor der Mitte ein Zähnchen. Das dritte Fühlerglied ist viel kürzer als das vierte, außerdem ist es weniger lang als breit. Von der Geißel bis zum sechsten Glied sind die Fühler schwarz. Das Schildchen ist ebenso schwarz oder hat kleine gelbe Flecken. Die Schenkel (Femora) der Hinterbeine haben unten keine Haarfranse. Die Schienen (Tibien) der Hinterbeine sind am Ende dicht behaart und haben mehrere lange, kleine Dornen.

## Vorkommen und Lebensweise
Die Art ist in Süd-, Mittel- und dem südlichen Nordeuropa verbreitet. Die Tiere fliegen von Anfang März bis Anfang August. Auf der Südseite der Alpen tritt selten auch eine zweite Generation im Jahr auf. Sie parasitieren Andrena bimaculata, Andrena pilipes, Andrena thoracica und Andrena tibialis, vielleicht auch Andrena agilissima.

## Belege
- Felix Amiet, M. Herrmann, A. Müller, R. Neumeyer: Fauna Helvetica 20: Apidae 5. Centre Suisse de Cartographie de la Faune, 2007, ISBN 978-2-88414-032-4.